# Rubén Darío Gómez
Pour les articles homonymes, voir Gomez.
Gómez  Bedoya est un nom espagnol. Le premier nom de famille, en général paternel, est Gómez ; le second, en général maternel, souvent omis, est Bedoya.
Rubén Darío Gómez Bedoya, né le 3 mars 1940 à Chinchiná (département de Caldas) et mort le 23 juillet 2010 à Pereira (département de Risaralda), est un coureur cycliste colombien des années 1950 - 1960. Il a notamment remporté le Tour de Colombie (1959 et 1961) et le Clásico RCN (1961 et 1962).

## Biographie
(juillet 2012).
Il est issu d'une famille de 17 enfants.
Il prend le départ de son premier Tour de Colombie en 1958, à l'âge de 18 ans. Cette année-là, il remporte la 11e étape qui arrive à Pereira, chez lui. Il finira son Tour national à la 10e place, tout en remportant le classement des néophytes.
En 1959, il devient un des principaux protagonistes de la Vuelta a Colombia. Il s'empare du maillot de leader lors de la 3e étape, remporte les 8e, 12e et 14e étapes et gagne pour la première fois l'épreuve, succédant ainsi à Ramón Hoyos.  
Lors du Tour de Colombie 1960, malgré deux victoires d'étape, il échoue sur la troisième marche du podium. La même année, il participe à la Vuelta de la Juventud de México, sous le commandement de José Beyaert, ancien champion olympique français. Il termine second de la course derrière le Mexicain Porfirio Remigio, après avoir été sanctionné d'une pénalité de temps.
Toujours sous la direction sportive de Beyaert, il dispute les Jeux olympiques de Rome. C'est aussi en 1960 que le journal El Espectador décerne son premier prix du meilleur sportif de l'année, distinction attribuée à Rubén Darío Gómez.     
Les premières étapes du Tour de Colombie 1961 voient les coureurs espagnols comme Julio Jiménez ou Manuel Martín Piñera dominés les débats. Puis lors de la 6e étape, Gómez s'empare du maillot de leader, qu'il consolide en gagnant la 7e étape avec plus de 6 minutes d'avance sur le second. Il gagne sa seconde Vuelta en terminant avec 7 minutes et 15 secondes d'avance sur son dauphin, le tenant du titre Hernán Medina Calderón. Il remporte également le classement du meilleur grimpeur devant Jiménez. À la fin de l'année, il remporte les IVe Jeux bolivariens, disputées à Barranquilla, devant son compatriote Mario Escobar et le Vénézuélien Antonio Montilla.
En 1962, Gómez Bedoya remporte son second Clásico RCN, après avoir remporté la première édition de cette nouvelle compétition, l'année précédente. De manière plus anecdotique, il remporte, en 1962, la Vuelta al Valle en s'imposant dans l'étape finale avec une avance de 24 minutes...
En 1964, Gómez revient disputer la Vuelta a México. Il termine troisième encore derrière Porfirio Remigio, qui bat de seulement 11 secondes Martín Emilio Rodríguez. Rubén Darío gagne néanmoins le classement du meilleur grimpeur. Son meilleur résultat en dehors des frontières de son pays, il l'obtient en mai de cette année-là, en s'imposant lors du Tour du Guatemala, devant le Colombien Pablo Hernández et le Guatemaltèque Juan José Pontaza. Il participe à ses deuxièmes Jeux à Tokyo, en finissant à la 67e place.
Dans les années 1980, Gómez est devenu directeur sportif, c'est lui qui dirigera la première équipe colombienne qui dispute le Tour de France en 1983. Il sera également le directeur sportif de Luis Herrera, lorsqu'il remporte la première étape jamais remportée par un coureur cycliste colombien sur le Tour de France en 1984.
Jusqu'à sa mort, il vivra à Pereira.
La totalité de la biographie est tirée de l'article d'Arco Triunfal Luto en el ciclismo nacional: Murió Rubén Darío Gómez

## Palmarès
- Tour de Colombie
  - 1er au classement général en 1959.
  - 1er au classement général en 1961.
  - 4 fois sur le podium (2e en 1963 et en 1964, 3e en 1960 et en 1965).
  - 15 victoires d'étape en 1958, 1959, 1960, 1961, 1962, 1963, 1964, 1965, 1966 et 1968[2].

- Clásico RCN
  - 1er au classement général en 1961.
  - 1er au classement général en 1962.
  - 2 victoires d'étape en 1961 et 1962[3].

- Tour du Guatemala
  - 1er au classement général en 1964.

- Jeux d'Amérique centrale et des Caraïbes
  -  Médaillé de bronze de la course en ligne en 1962.
  -  Médaillé d'argent de la course en ligne par équipes en 1962.

## Résultats sur les championnats
| Course en ligne 2 participations. - Rome 1960 : 27e au classement final. - Tokyo 1964 : 67e au classement final. 100 km par équipes 2 participations. - Rome 1960 : 16e au classement final. - Tokyo 1964 : 21e au classement final. | Course en ligne - Kingston 1962 : Médaillé de bronze. Course en ligne par équipes - Kingston 1962 : Médaillé d'argent. |